# Franz Taaffe
Franz Xaver Johann Karl Joseph Graf Taaffe (* 23. Mai 1788 in Brünn; † 8. Februar 1849 in Baden) war ein österreichischer Offizier und Hofbeamter.

## Leben
Er war der ältere Sohn des Rudolph Graf Taaffe (1762–1830) aus dessen Ehe mit Maria Josepha Gräfin Haugwitz († 1823), Schwester des Eugen Wilhelm Graf Haugwitz. Er entstammte einer ursprünglich irischen Adelsfamilie. Sein Urgroßvater Nicholas Taaffe, 6. Viscount Taaffe (um 1685–1769) hatte als österreichischer Feldmarschall Karriere gemacht, Ländereien in Böhmen erworben und war von Kaiserin Maria Theresia in den erblichen Grafenstand erhoben worden. So führte auch Franz von Geburt an den Titel Graf Taaffe und erbte zudem beim Tod seines Vaters 1830 dessen irische Adelstitel als 8. Viscount Taaffe und 8. Baron Ballymote.
Von 1800 bis 1801 besuchte er die Theresianische Ritterakademie in Wien. Im Alter von sechzehn Jahren trat er in die k. k. Armee ein und nahm an den Koalitionskriegen gegen Frankreich teil. Sein erstes Kommando führte er 1809 in der Schlacht bei Landshut, bei der er sich durch besondere Tapferkeit auszeichnete, woraufhin er zum Rittmeister befördert und zum Adjutanten des Erzherzogs Karl ernannt wurde. In der Schlacht bei Wagram rettete er General Maximilian von Wimpffen das Leben. Nachdem die Alliierten 1814 Paris eingenommen hatten, erhielt er den Auftrag, die französische Kaiserin Marie-Louise von Österreich und ihren Sohn Napoleon Franz Bonaparte nach Wien zu eskortieren. Bald nach seiner Ankunft in Wien schied er im Rang eines Majors aus der k. k. Armee aus. Von 1838 bis zu seinem Tod hatte er unter Kaiser Ferdinand I. das Hofamt des Oberststabelmeisters inne.
Er starb 1849 in Baden. Da die 1811 geschlossene Ehe mit Antonia Gräfin Amadé von Várkony (* 1795), Tochter des Grafen Anton Amadé von Várkony und der Anna Gräfin Esterházy, kinderlos geblieben war, fielen seine irischen Adelstitel an seinen Bruder Ludwig.